# Dva proti Říši
Dva proti Říši je historický román o atentátu na Reinharda Heydricha. Kniha popisuje události dlouho před atentátem, jeho důsledky i podrobný pohled na život českého odboje a exilových výsadkářů v Protektorátu. Kniha je prvotinou českého spisovatele-právníka Jiřího Šulce a v roce 2007 byla oceněna jako Kniha roku v soutěži Literární cena Knižního klubu.
Autor při psaní knihy vycházel téměř výhradně ze skutečných událostí a osob. Jak je uvedeno v Poznámce autora v závěru knihy – „Jen dvě postavy v celé knize jsou ryze fiktivní“.
Román byl vydán i jako audiokniha, kterou načetl Ladislav Frej.

## Obsah
Román je rozdělen na tři hlavní části a Epilog. Protože skutečnost a důsledky atentátu na Heydricha jsou všeobecně známy a je vysoká pravděpodobnost, že čtenář již dopředu předpokládá nějaký vývoj událostí, autor v knize s tímto faktem pracuje a napětí udržuje méně známými epizodami a rychlými změnami scén (téměř až filmově-scenáristickou formou).
- Část první: PŘEDEHRA: V první části se osvětluje důvod vyslání výsadkářů do Protektorátu, je rozebírán výcvik parašutistů v Británii, i důvody odkladů a změn ve složení výsadkářských skupin.

- Část druhá: NÁVRAT DOMŮ: Druhá část detailně popisuje přípravy atentátu, situaci a poměry českého odboje, a také se soustředí na myšlenky a vzájemný vztah hlavních hrdinů – Jozefa Gabčíka a Jana Kubiše. Mimo jiné tato část knihy obsahuje i epizody o Třech králích a o průběhu operací dalších výsadkářských skupin (Silver A, Operace Out Distance a dalších).

- Část třetí: ČAS UMÍRÁNÍ: Třetí a finální část začíná atentátem samotným. Do všech (někdy i historicky spekulativních) detailů je rozebrán průběh 27. května 1942. Na rozdíl od dosavadního vyprávění, kdy se zdálo, že hlavním hrdinům románu se nemůže nic stát, mnoho postav umírá v důsledku represálií a stanného práva vyhlášeného záhy po atentátu. Děj knihy vrcholí událostmi 18. června 1942, které jsou popisovány stejně detailně a široce jako atentát. Po bojích v kostele sv. Cyrila a Metoděje kniha bezprostředně končí slovy „Jedna malá bitva druhé světové války skončila.“.